# ТД плејс
ТД плејс (енгл. TD Place Stadium) је вишенаменски стадион, који се налази у Отави, Онтарио, Канада. Капацитет стадиона износи 24.000 места за седење. Овај стадион је домаћи стадион фудбалског клуба ФК Атлетико Отава. Оригинално стадион је носио име „Лендсдаун парк” (1908–1993) и „Френк Клер стадион” (1993–2014) (Lansdowne Park и Frank Clair Stadium).
Терен за игру постоји још од 1870-их, а комплетан стадион од 1908. Стадион је био домаћин ФИФА турнира, Летњих олимпијских игара и седам Греј купова.

## Историја
Стадион је изграђен 1908. године и отворен поводом годишње Централне канадске изложбе одржане у септембру 1909. Дуги низ година био је познат једноставно као Грандстат парк Ленсдаун због места где се налазио, али је од 8. априла 1993. назван Франк Клер по успешном канадском фудбалском тренеру који је управљао Торонто Аргонаутима и Отава Раф рајдерсима 1950-их и 1960-их.
Стадион је угостио тимове Канадске фудбалске лиге, једна од њих су Оттава Раф рајдерс од 1908. до 1996. године, Отава Ренегејдс од 2002. до 2005. и Отава редблекс од 2014. Стадион је такође био домаћин седам финала Греј купа, последњег од њих 2014. године.

### Светско првенство у фудбалу за жене 2015.
Стадион је угостио девет утакмица Светско првенство у фудбалу за жене 2015..
| Датум          | Екипа #1        | Резултат | Екипа #2         | Коло          | Посетилаца |
| -------------- | --------------- | -------- | ---------------- | ------------- | ---------- |
| 7. јун 2015    | Норвешка        | 4 : 0    | Тајланд          | Група Б       | 20.953     |
| 7. јун 2015    | Немачка         | 10 : 0   | Обала Слоноваче  | Група Б       | 20.953     |
| 11. јун 2015   | Немачка         | 1 : 1    | Норвешка         | Група Б       | 18.987     |
| 11. јун 2015   | Обала Слоноваче | 2 : 3    | Тајланд          | Група Б       | 18.987     |
| 17. јун 2015   | Мексико         | 0 : 5    | Француска        | Група Ф       | 21.562     |
| 17. јун 2015   | Јужна Кореја    | 2 : 1    | Шпанија          | Група Е       | 21.562     |
| 20. јун 2015   | Немачка         | 4 : 1    | Шведска          | Осмина финала | 22.486     |
| 22. јун d 2015 | Норвешка        | 1 : 2    | Енглеска         | Осмина финала | 19.829     |
| 26. јун 2015   | Кина            | 0 : 1    | Сједињене Државе | Четвртфинале  | 24.141     |